# 米良美一
米良美一（日语：米良 美一，羅馬化：Mera Yoshikazu，1971年5月21日—）是一名出生于宮崎縣西都市的日本男性聲樂家。擅於以假聲男高音演唱，個人的音域範圍為3個半8度音階。身高142.7cm。

## 經歷

### 小時
米良美一出生於西都市。因先天患有成骨不全症疾病問題，小時的米良美一常飽受發生骨折的困擾。而受此症狀影響，之後成年的米良美一身高也僅142公分左右。
在小時米良美一便喜歡上唱歌，但在就讀西都市立三財小學時，曾因成骨不全症的關係而唱歌姿勢怪異的模樣被一些孩子們給欺凌。7歲過後為了養病因素，米良美一改在宮崎縣立赤江養護學校裡住宿。當時他在養護學校迷上了歌手松田聖子，並受日本歌謠曲、演歌、民謠等類型音樂所影響。

### 青年期
青年時的米良美一仍持續居住在養護學校，而米良美一為了排解寂寞，開始有在學校浴室裡吟唱的習慣。之後學校的護理長注意到米良美一的行為後，開始鼓勵他學習用風琴演唱。數年後米良美一決定走上音樂家之路，在不顧父親反對下進入了洗足學園音樂大學。

### 成年期
在洗足學園音樂大學就讀的米良美一專攻將男高音轉換為女聲般的假聲男高音領域，之後在1994年從大學畢業後曾獲得當年第8屆古典樂大賽的大獎、以及隔年在奏樂堂的日本歌曲大賽第3名。

### 職業歌手
1996年米良美一加入了唱片公司King Records，並在同年發表個人第一張專輯《母親之歌 日本歌曲集》。之後當時正製作動畫《魔法公主》的動畫導演宮崎駿在收音機上聽到米良美一演唱的歌曲引起了興趣，便邀請他為《魔法公主》演唱同名的片尾曲。替《魔法公主》演唱後的米良美一開始獲得關注，除在1998年的日本金唱片大獎獲得最佳古典音樂歌手的榮譽外，也在同年的冬季帕拉林匹克運動會的開幕式演唱，隨後則於1999年推出個人第一張原創專輯《I'll be there》。
在2003年前米良美一曾一度因為壓力而無法表現出過去的美聲，在走出低潮後開始朝向日本海外演出，並數次與艾迪塔·葛貝洛娃同台共演。除持續進行演唱的活動外，2007年米良美一也發行了自傳性質的書籍，並多次參加地方巡迴演講、以自身過去的經歷作為鼓舞大眾的題材。

## 個人作品

### 音樂

#### 翻唱歌集
- 母親之歌 日本歌曲集：1996年9月21日
- 夜鶯：1997年7月16日
- 羅曼史：1997年9月21日
- 可憐：1998年5月22日
- 天上之聲：1998年5月22日
- 這條路 日本歌曲集：1998年9月23日
- PRECIOUS：1998年11月6日
- 艾迪塔·葛貝洛娃與米良美一 In Concert：1999年7月23日
- Mera sings Bach：2000年5月24日
- 為所有人的內心獻花：2002年11月16日
- 念舊～苦力之歌：2005年9月7日

#### 原創專輯
- I'll be there：1999年10月8日

#### 精選輯
- Best Of 米良美一 Bridge：2000年12月6日

#### 單曲CD
- 魔法公主 (單曲)：1997年6月22日
- ：動畫《蓮如物語》主題歌，1998年3月27日發行。
- 令人興奮的天堂：電視動畫《開頭曲、1998年4月24日發行。
- 化成雨變成星星的我：恐怖電影《死國》主題歌、1999年1月22日發行

### 著書
- 日本歌謠300 平靜的世界：1997年
- 米良美一的美神讚歌 撰文與CD：1998年
- 天使之聲～活著也能重生：2007年

## 演出

### 音樂劇
- 波佩亞的加冕：飾演愛神、1997年演出。
- 威尼斯之死：飾演阿波羅、2001年演出。
- 午後的曳航：飾演1號人員、2003年演出。
- 三文錢的歌劇：飾演歌手、2009年演出。

### 電視節目
- DOWN TOWN不能笑系列2011年間諜篇：飾演金太郎

## 友人
- 安倍夏美
- 神田うの
- NAOTO INTI RAYMI

（2010年11月28日放送『誰だって波瀾爆笑』より）
- KABA.ちゃん

（2012年9月27日放送『とんねるずのみなさんのおかげでした』より）